# Les Noces de sable
Pour plus de détails, voir Fiche technique et Distribution.
Les Noces de sable est un film franco-marocain réalisé par André Zwobada, sorti en 1949.

## Fiche technique
- Titre : Les Noces de sable
- Réalisation : André Zwobada
- Scénario : André Zwobada
- Commentaire : Jean Cocteau
- Photographie : André Bac
- Son : Bernard Dardaine
- Musique : Georges Auric
- Montage : Charles Bretoneiche
- Production : Maghreb Films (Casablanca)
- Format :  Noir et blanc - 35 mm - Son mono
- Pays d'origine :  France -  Maroc
- Durée : 85 minutes
- Date de sortie : France - 5 mai 1949

## Distribution
- Denise Cardi : la mère et la jeune fille
- Larbi Tounsi : le prince
- Itto Bart Lahrsen : la folle
- Himoud Brahimi : le bouffon
- Jean Cocteau : voix